# HD 186121
HD 186121，又名BD+42 3419，SAO 48714、HR 7492，是一颗恒星，视星等为6.16，位于銀經76.5，銀緯9.95，其B1900.0坐标为赤經19h 37m 26.7s，赤緯+42° 9.95′ 40″。